# Transfiguration (1403, galerie Tretiakov)
Pour les articles homonymes, voir Transfiguration.
La Transfiguration est une icône de l'église de la Transfiguration, à Pereslavl-Zalesski. La réalisation de cette icône est liée à la restauration et à la nouvelle consécration de l'église de cette ville par le prince Vassili Ier Dmitrievitch, aux environs de l'année 1403. Cette église avait été construite en 1157 et était un édifice de l'époque pré-mongole de la Rus' de la principauté de Vladimir-Souzdal. C'est à cette date, des environ de l'an 1403 également, que l'icône fut réalisée et attribuée à cette cathédrale. Elle se trouve aujourd'hui exposée à la galerie Tretiakov, à Moscou.  
Dans le passé, Théophane le Grec fut considéré comme l'auteur de cette icône. Mais actuellement, la commission d'attribution de la galerie Tretiakov a modifié son point de vue et préfère plutôt considérer cette icône comme l'œuvre d'un auteur inconnu.
L'icône est peinte sur une planchette de bois, recouverte d'étoffe de tissu et de gesso, réalisée à la tempera, elle mesure 184 × 134 cm. Elle est conservée à la galerie Tretiakov (pièce d'inventaire : 12797).

## Description
Elle a été réalisée suivant des modèles de son époque de peinture byzantine.
La scène de la Transfiguration est décrite par trois des quatre Évangiles : (Mt 17,1-9, Mc 9,2-9, Lc 9,28-36.) Elle s'est déroulée au sommet du mont Thabor. Selon l'Évangile selon Matthieu, (Mt 17,1-13): « Six jours après, Jésus prit avec lui Pierre, Jacques, et Jean, son frère, et il les conduisit à l'écart sur une haute montagne. Il fut transfiguré devant eux ; son visage resplendit comme le soleil, et ses vêtements devinrent blancs comme la lumière ». À côté de lui, vêtus de blanc, dans une auréole bleue, les prophètes de l'Ancien Testament, Élie et Moïse. À ses pieds la tête penchée sur le sol Pierre, Jacques et Jean sont les témoins du miracle. Ils sont aveuglés et stupéfaits. Jean cache ses yeux dans ses mains, Jacques est prostré par terre, Pierre fait un geste d'effroi vers le Christ.
Dans la partie centrale de l'icône, sont représentés de chaque côté deux groupes d'apôtre : l'un montant au sommet du mont Tabor, et l'autre en descendant.
Il existe des représentations qui présentent les prophètes Élie et Moïse portés sur des nuages par des anges. Ce sont des icônes basées sur des Apocryphes bibliques.
Le thème de la lumière divine est un des principaux sujet de la « Transfiguration ». Selon les interprétations mystiques, la Transfiguration a initié les apôtres témoins à la connaissance de la gloire et de la lumière divine.

« L'icône est étirée en hauteur pour créer une impression d'écart entre l'espace du ciel et de la montagne d'une part, et celui de la terre d'autre part. Mais en même temps, grâce à la diffusion de la lumière dans l'espace, cette séparation entre la terre et le ciel est vaincue : de larges surfaces sont imprégnées de cette lumière, depuis la montagne jusqu'aux vêtements des apôtres et à leurs visages. »

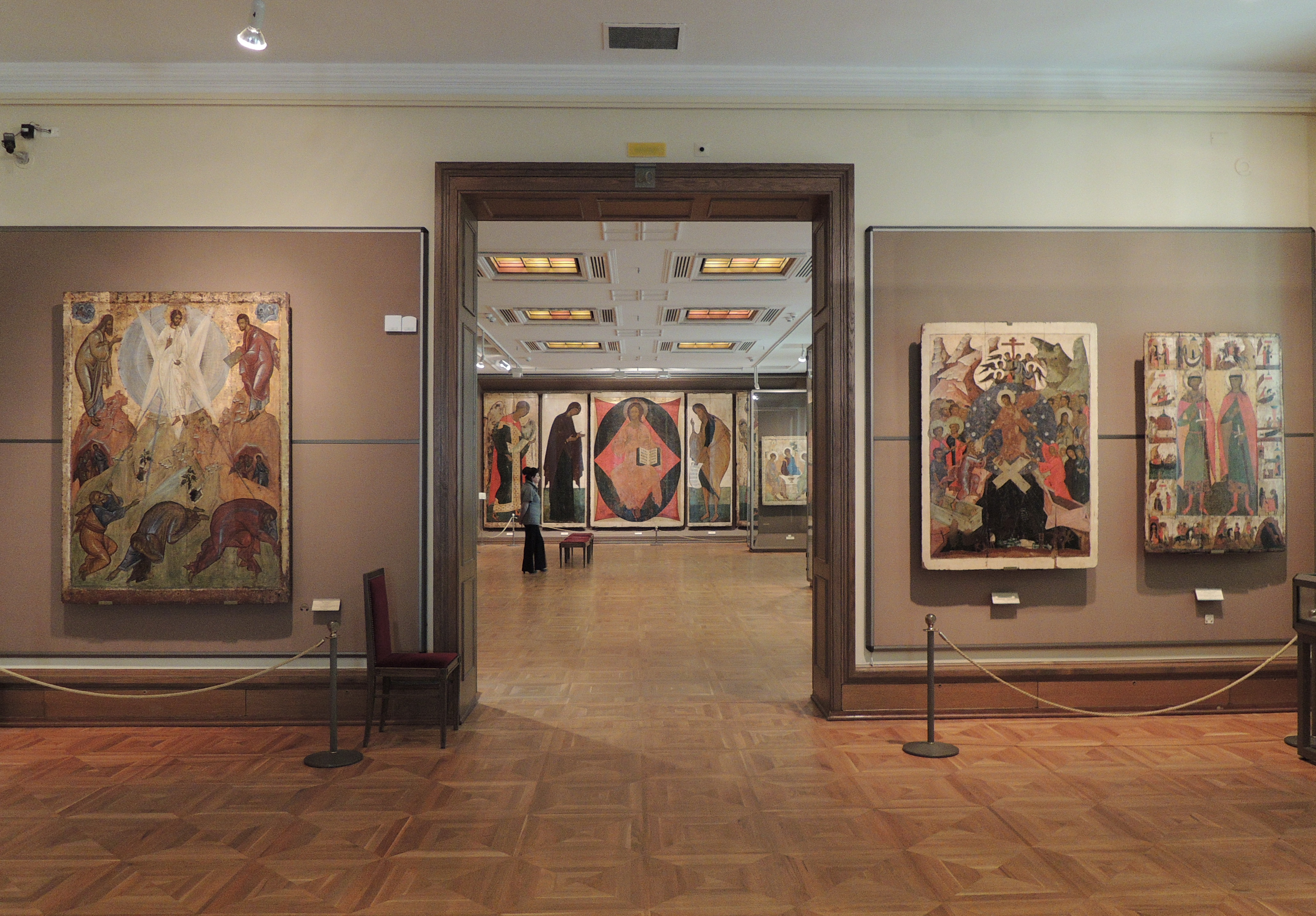
Situation de la Transfiguration par rapport à l'Icône de la Trinité de Roublev (au fond à droite) à la galerie Tretiakov.

La symétrie par rapport à l'axe vertical est parfaite. Des deux côtés le Christ monte puis descend le mont Thabor avec les apôtres. Sa conception iconographique est toutefois compliquée et exprime la quintessence de l'intellectualisme théologique. 
Pleine de dynamisme, mais aussi d'angoisse cette icône appartient aux œuvres les plus fondamentales de son époque. Plus tard dans l'art russe apparaissent des variantes de celle-ci, à partir du milieu du XVIe siècle. La technique du peintre est parfaite. Tantôt sa couche de matière est grise et transparente, tantôt elle est légère et transparente. Toutes les particularités de l'art des Paléologues se retrouvent tant dans la composition que dans les coloris.